# Jan Dekker
Jan Dekker (Emmen, 1990. június 25. –) holland dartsjátékos. 2008-tól 2015-ig a British Darts Organisation, majd 2015-től 2020-ig a Professional Darts Corporation tagja. Beceneve "Double Dekker".

## Pályafutása

### BDO
Dekker első nagy tornája a BDO-nál a 2010-es Winmau World Masters volt, amelyen a legjobb 16-ig sikerült eljutnia, majd Martin Adamstől szenvedett 3–2-es vereséget. Első világbajnokságán 2011-ben vehetett részt, ahol legyőzte az első körben a 15. helyen kiemelt Scott Mitchellt. A második körben a második helyen kiemelt Stuart Kellettet 4–1-re, a negyeddöntőben Garry Thompsont verte 5–4-re. Az elődöntőben Dean Winstanley-vel mérkőzött meg a döntőbe jutásért, de végül 6–2-re kikapott angol ellenfelétől.
2012-ben már a tizedik helyen volt kiemelt a világbajnokságon, de az első körben 3–2-es vereséget szenvedett az az évi bajnoktól, Christian Kisttől.
2013-ban a negyeddöntőig sikerült eljutnia a vb-n, ahol Richie George-tól kapott ki 5–4-re. A következő világbajnokságon három év után újra elődöntőt játszhatott, ezúttal Alan Norris ellen maradt alul 6–5-re. Az utolsó BDO-s világbajnoksága nem sikerült jól számára, már az első körben kiesett Martin Adams ellen.

### PDC
Dekker első évében nem tudta megszerezni a Tour Card-ot, ezért ebben az évben a Challenge Tour sorozatban indult a PDC-nél. Ennek ellenére a UK Open selejtezőin részt vehetett, ahol kvalifikálni tudta magát a tornára. A UK Openen az ötödik körig jutott, legyőzte többek között Justin Pipe-ot, és Ronnie Baxtert is, majd Mensur Suljovićtól szenvedett 9–7-es vereséget. A Challenge Tour-ban nyújtott jó teljesítményének köszönhetően (három győzelmet is szerzett), megszerezte a Tour Card-ot. 
2016-ban Dekker részt vehetett első PDC-s világbajnokságán, ahol az első körben kikapott a kétszeres világbajnok Adrian Lewistól. A 2017-es világbajnokságra nem tudta kvalifikálni magát, csak 2018-ban vehetett részt következő vb-jén. Ott az első körben honfitársát Jelle Klaasent győzte le, majd a második körben 4–2-re kikapott a belga Dimitri Van den Bergh ellen.

## Világbajnoki szereplései

### BDO
- 2011: Elődöntő (vereség  Dean Winstanley ellen 2–6)
- 2012: Első kör (vereség  Christian Kist ellen 2–3)
- 2013: Negyeddöntő (vereség  Richie George ellen 4–5)
- 2014: Elődöntő (vereség  Alan Norris ellen 5–6)
- 2015: Első kör (vereség  Martin Adams ellen 1–3)

### PDC
- 2016: Első kör (vereség  Adrian Lewis ellen 0–3)
- 2018: Második kör (vereség  Dimitri Van den Bergh ellen 2–4)
- 2019: Második kör (vereség  Mervyn King ellen 2–3)
- 2020: Második kör (vereség  Jonny Clayton ellen 0–3)

## Tornagyőzelmei
| PDC Challenge Tour - Challenge Tour (ENG): 2013, 2015 (x3) | - BDO International Open: 2013 - British Classic: 2012 - Czech Open: 2014 - Hal Open: 2011 - Luxembourg Open: 2013 - Nijerk Open: 2011 - Open Steenwijkerland: 2014 - Pontins International: 2014 - WDF Europe Cup Pairs: 2012 - WDF Europe Cup Team: 2012 |